# Masker

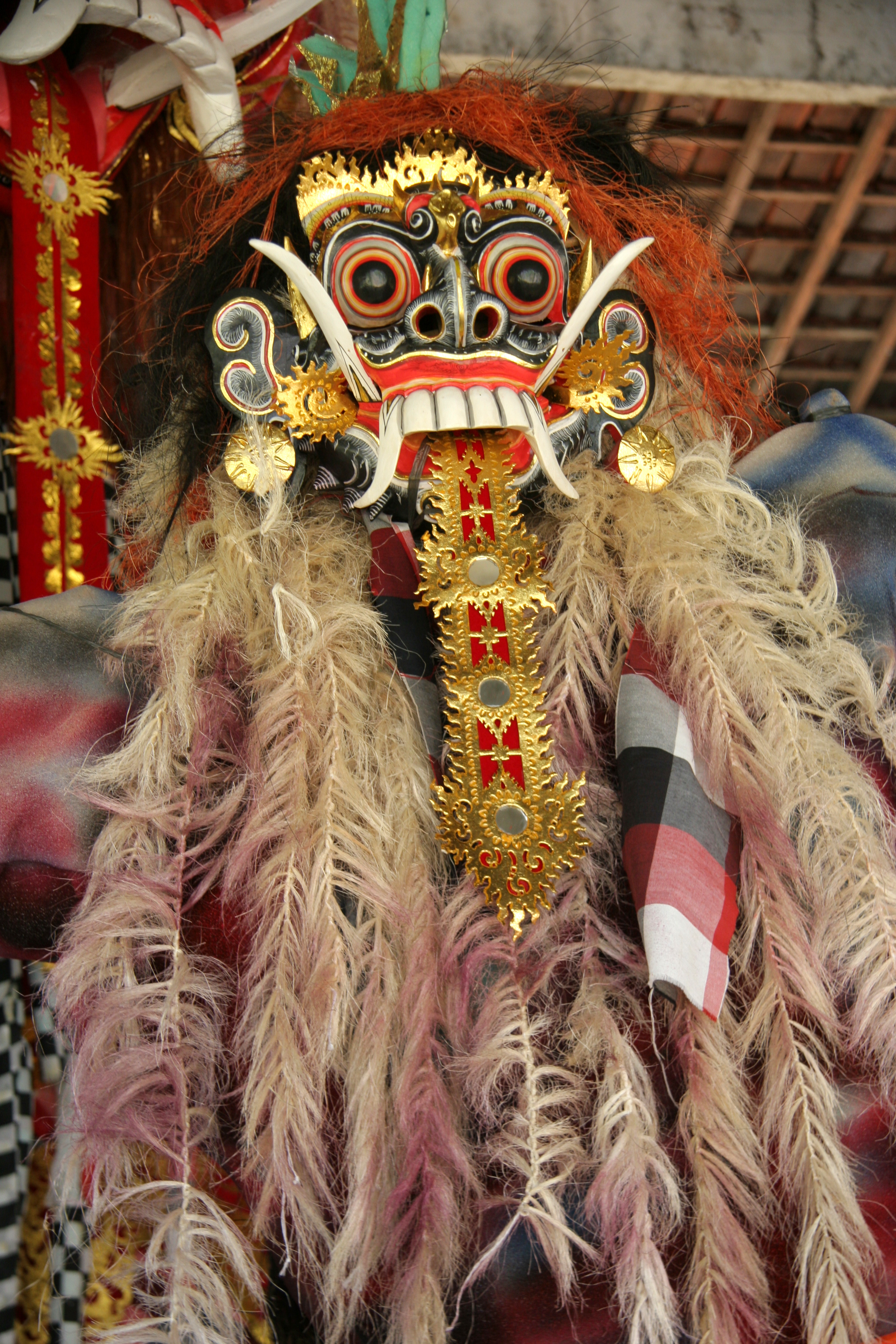
Masker uit Bali, Indonesië

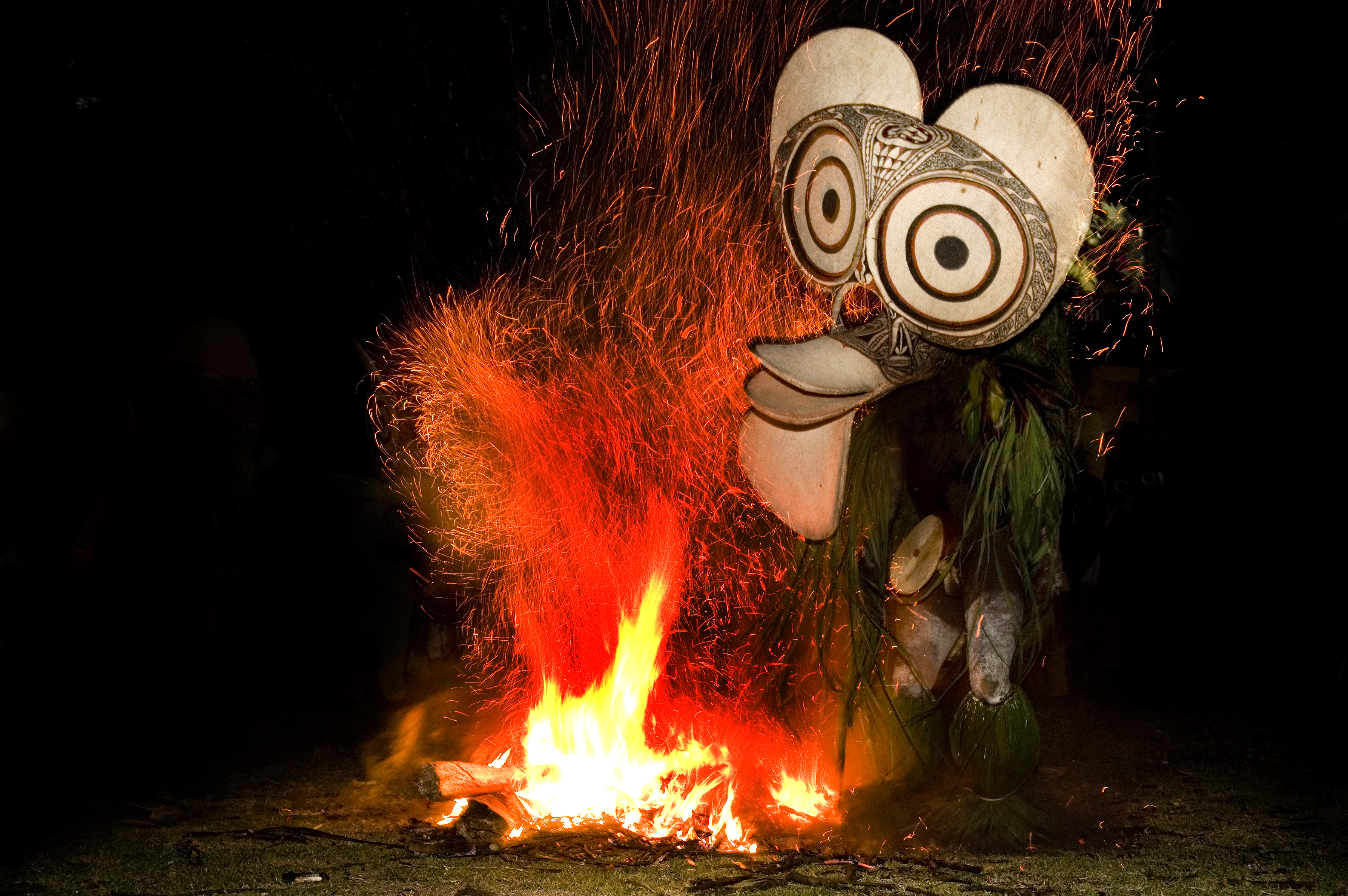
Baining; gemaskerde vuurdanser uit Nieuw-Guinea

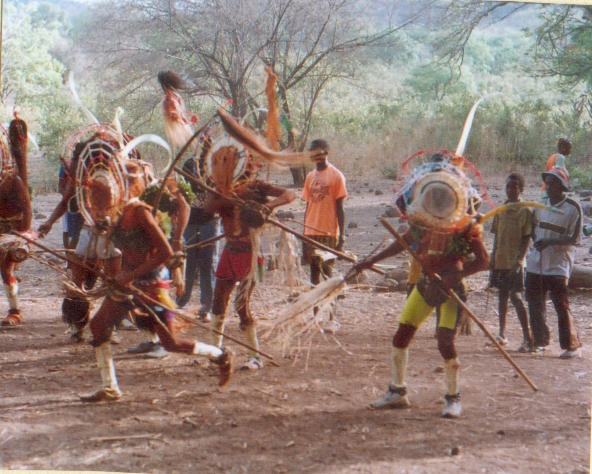
Jongens dragen Lukuta maskers voor een ritueel gevecht in Guinee, vlak bij de grens naar Senegal, Afrika

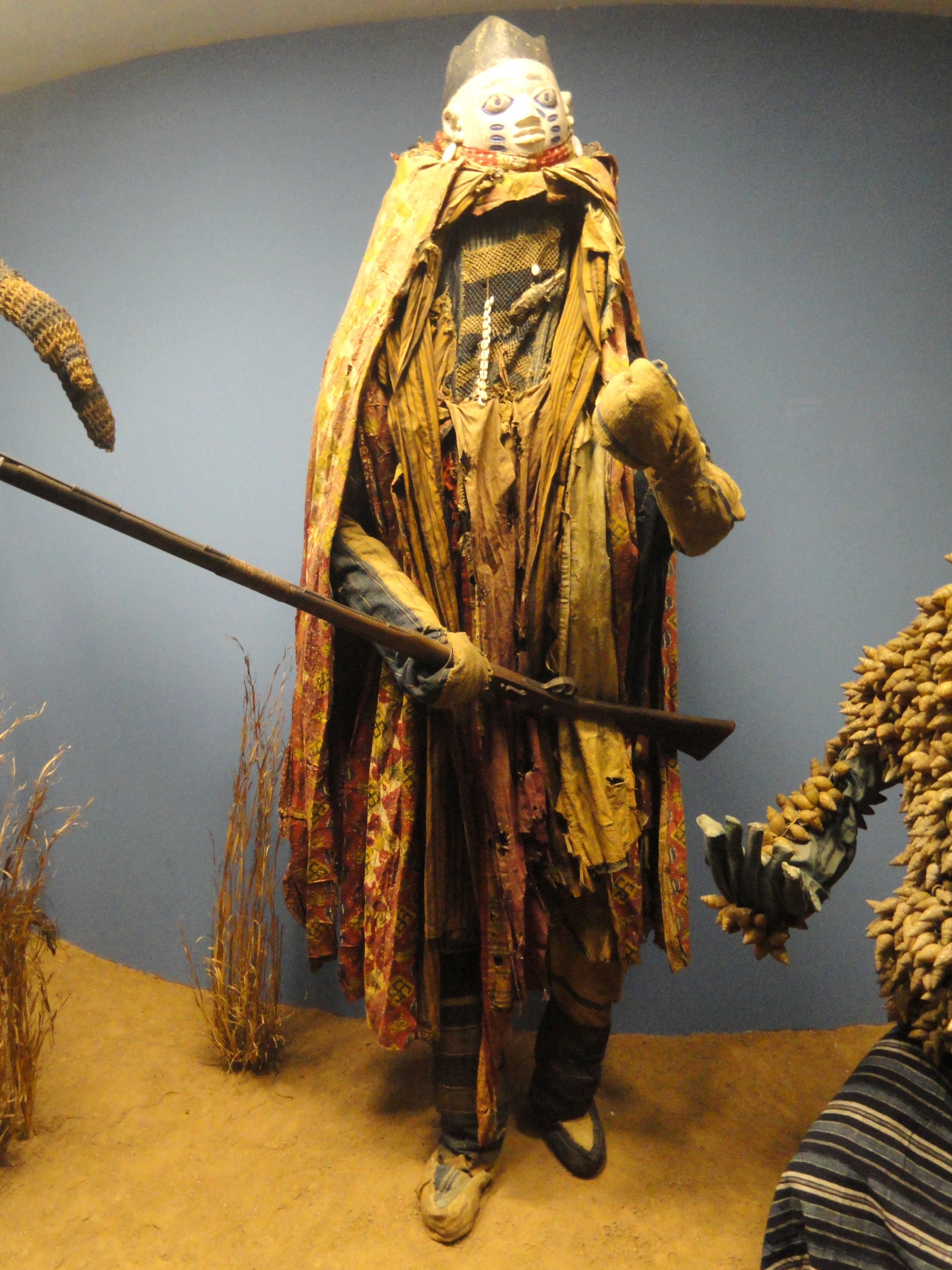
Kostuum en masker van een Gelede-danser, American Museum of Natural History, New York

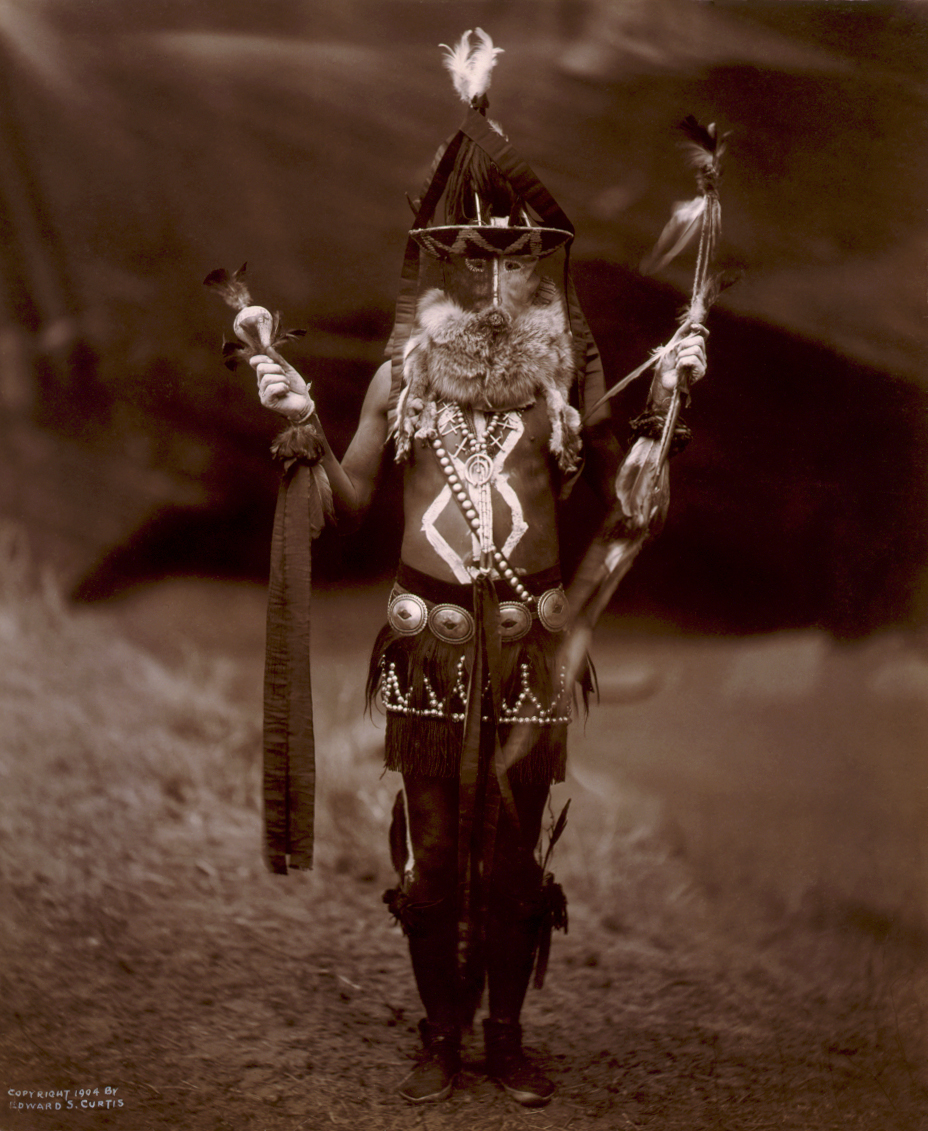
Navajo met ceremoniële kleding, masker en lichaamsschilderingen, 1904, Edward Sheriff Curtis, Noord-Amerika

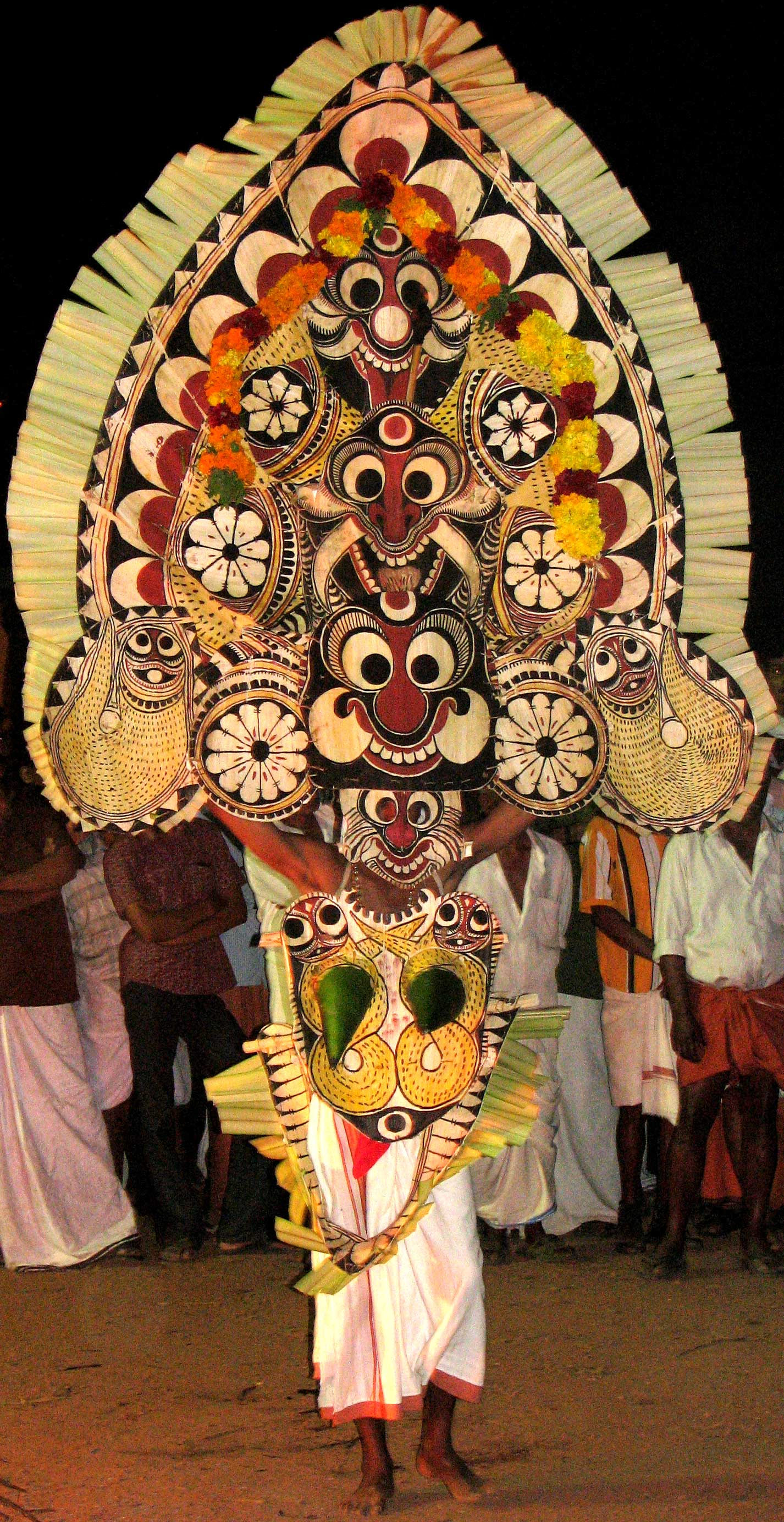
Masker in Padanyani, Kerala

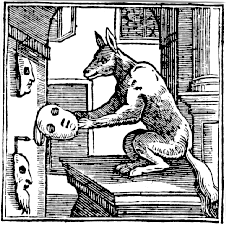
Een vos pakt een masker, Emblematum liber, zestiende eeuw

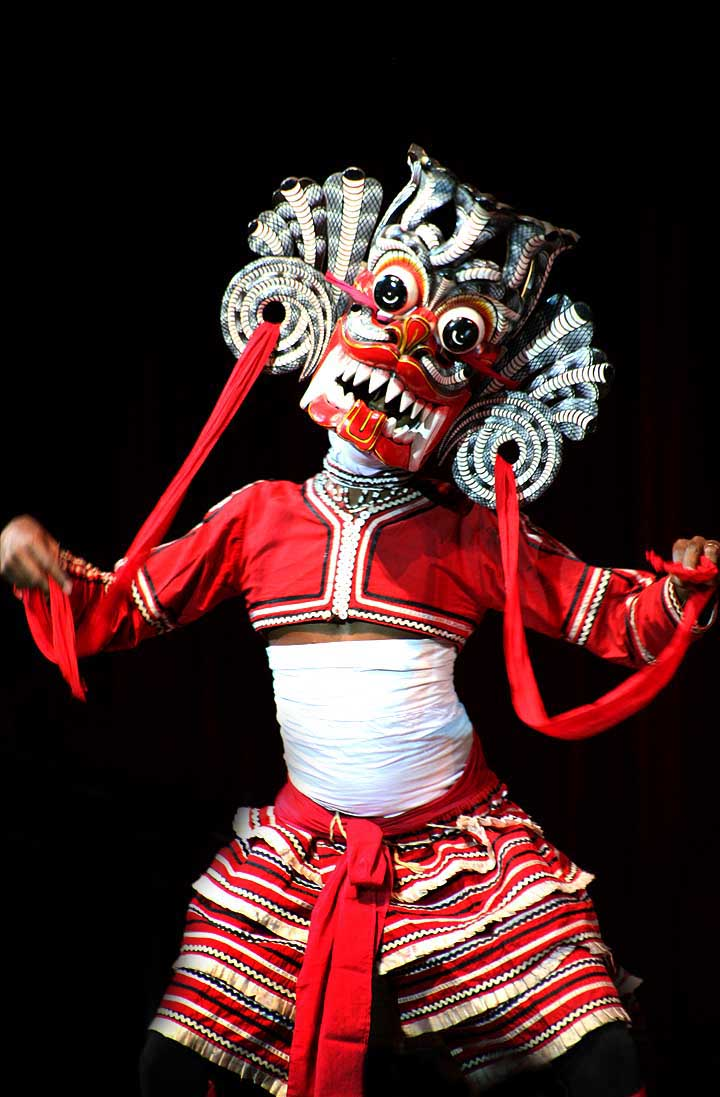
Ceremoniële danser in Sri Lanka

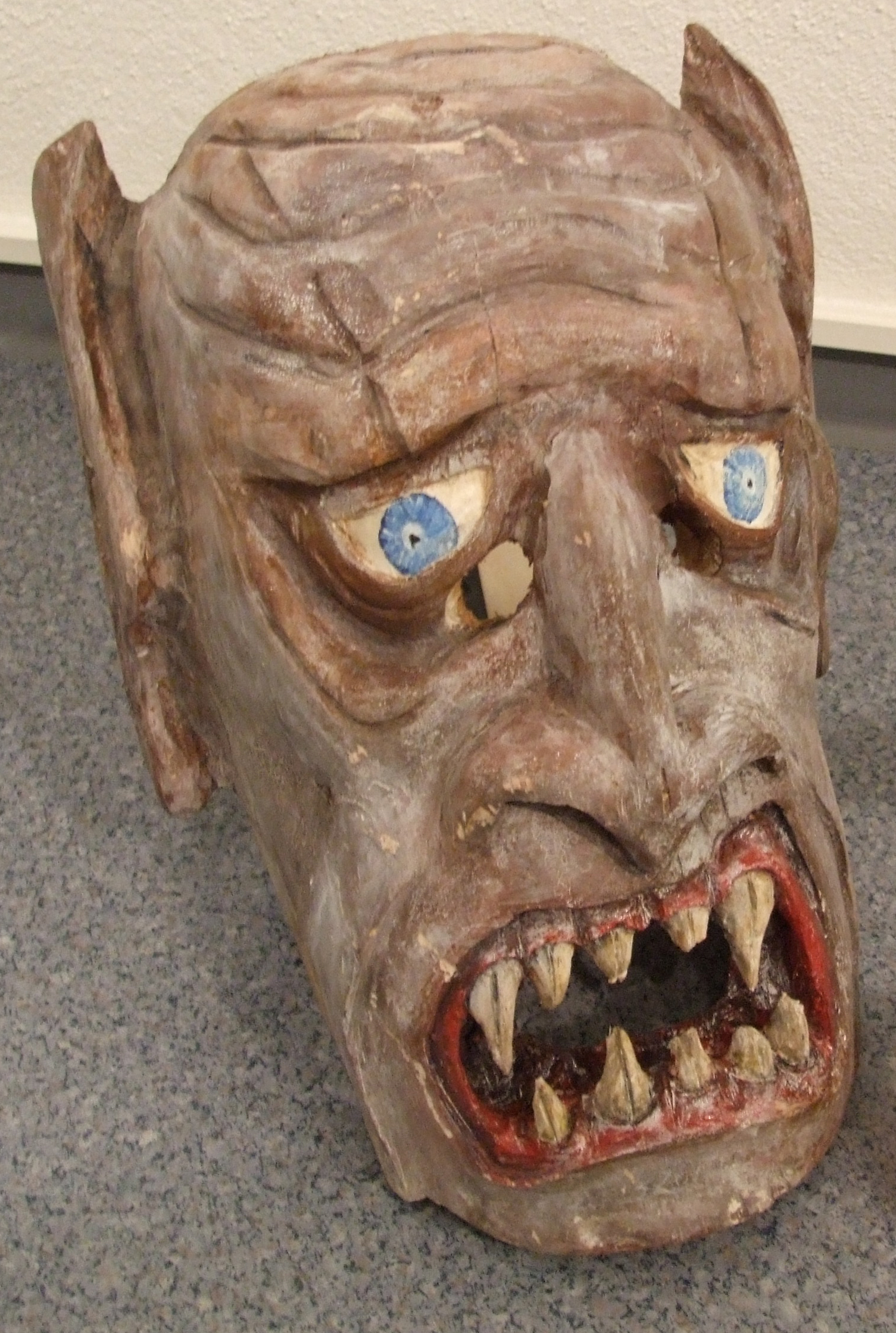
Krampusmasker uit Zwitserland

Het masker is een kunstvoorwerp dat dient om het gezicht te bedekken en zo de identiteit te verhullen, of om iets anders weer te geven. Het doel daarvan kan zijn om overledenen, goden, legendarische figuren, emoties en (mythische) gebeurtenissen uit te beelden. Sommige onderzoekers rekenen sluiers, hoofddeksels en make-up als vormen van maskerade, omdat in verscheidene culturen de betekenis van een masker niet zozeer ligt in het gezicht, maar in het hoofddeksel. Het rituele gebruik van maskers komt voor van Melanesië en Tibet tot Europa en West-Afrika, maar is niet universeel. Daarnaast worden maskers sinds de oudheid gebruikt in het theater.

## Begripsvorming
Het begrip masker is typisch westers. Het kan zowel een ritueel gebruiksvoorwerp als – binnen religies – een representatie van een bovennatuurlijk wezen zijn. Uit etnologisch onderzoek blijkt dat qua begrippen niet altijd een duidelijk onderscheid gemaakt tussen een volledige ceremonie, een maskerade tijdens een ceremonie, het masker dat daarbij gebruikt wordt, en datgene wat ritueel wordt uitgebeeld. Een masker kan volledige gezichtsbedekking zijn, maar ook een hoofdtooi, een sluier en gedeeltelijke gezichtsbedekkingen zoals franjes en snoeren met kralen. Bovendien kunnen woorden voor 'masker' tevens verwijzen naar alle mogelijke weergaven van een gezicht, zoals idolen, fetisjen, houtsnijwerk op huizen en kleine, draagbare maskertjes. Zo is bij de Dan in Liberia en Ivoorkust juist het hoofddeksel en niet het gezicht dat het soort masker aanduidt. Voor oud-Egyptische priesters draaide het ook om het hoofddeksel, niet om gezichtsbedekking. In veel culturen krijgt het masker alleen betekenis en waarde binnen cultische handelingen in combinatie met het kostuum dat de maskerdrager dan gebruikt.
Alleen wanneer met masker ook make-up, sluiers enzovoort wordt bedoeld, is het fenomeen vrijwel wereldwijd verspreid. Wanneer het begrip enkel duidt op het deel van een kostuum dat het gezicht (deels) bedekt, dan is het fenomeen niet universeel. Dergelijke maskers komen vooral voor in het centrale deel van Afrika van oost naar west, in het westen van Noord- en Zuid-Amerika, en in Melanesië. Er is geen goede verklaring voor deze distributie, maar uit sommige case-studies blijkt dat het gebruik van maskers gecorreleerd is aan de organisatie van een sociale groep, zoals het hebben van stamhoofden.

## Ontstaan
Een van de rotsschilderingen in de Franse Les Trois Frères-grot toont een figuur die half mens, half dier is. De schildering is circa 12.000 jaar oud en stamt uit het paleolithicum. Sommige onderzoekers interpreteren dit als de vroegste voorstelling van een gemaskerde sjamaan. Die interpretatie is niet algemeen geaccepteerd. Het oudste zekere bewijs komt uit Israël. Daar zijn in Nahal Hemar de restanten van stenen maskers gevonden uit het 7e millennium v.Chr. (neolithicum). Er bestaat echter geen consensus over het gebruik ervan: het is waarschijnlijker dat stenen maskers werden gebruikt als dodenmaskers of om aan palen te hangen. Het oudste bewijs van maskers die daadwerkelijk werden gedragen stamt uit de graftempel van farao Sahoure, Egypte, circa 2500 v.Chr.

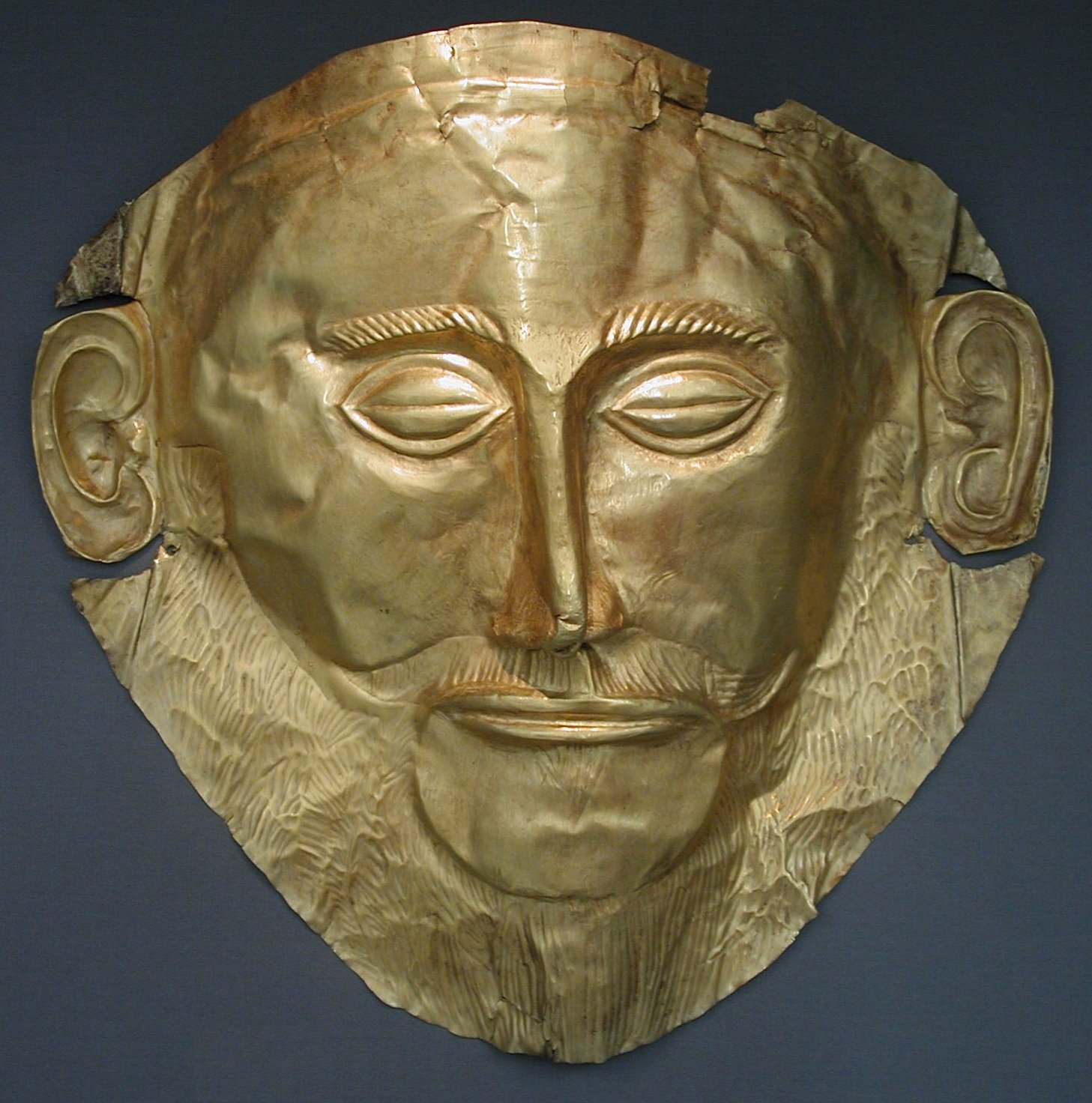
Masker van Agamemnon, doodsmasker uit Mycene, 16e eeuw v.Chr.
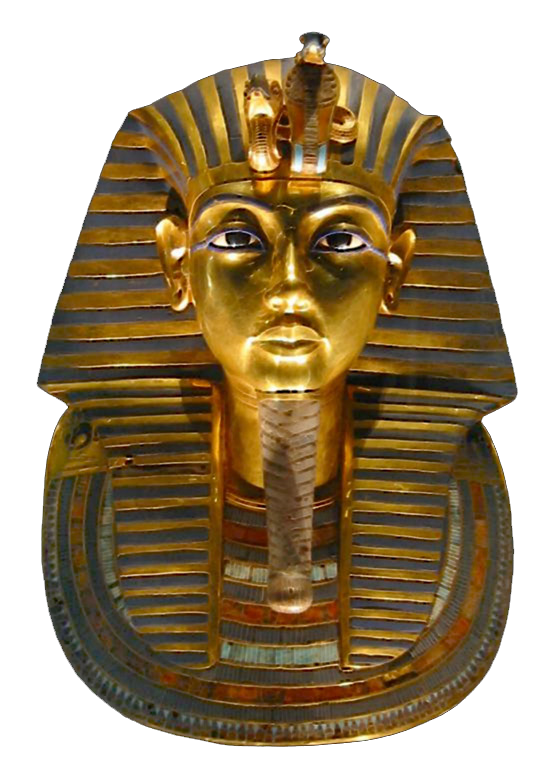
Gouden doodsmasker van Toetanchamon
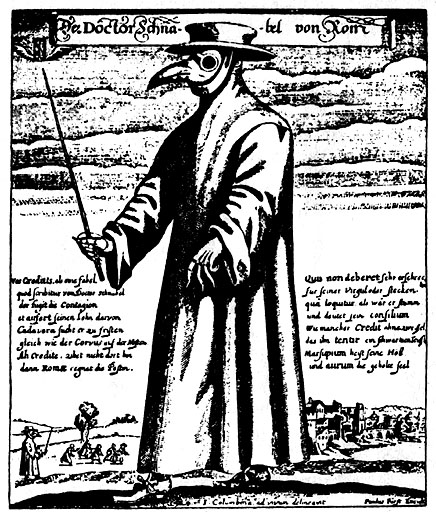
Dokter Schnabel (pestmeester) van Rome, 1656
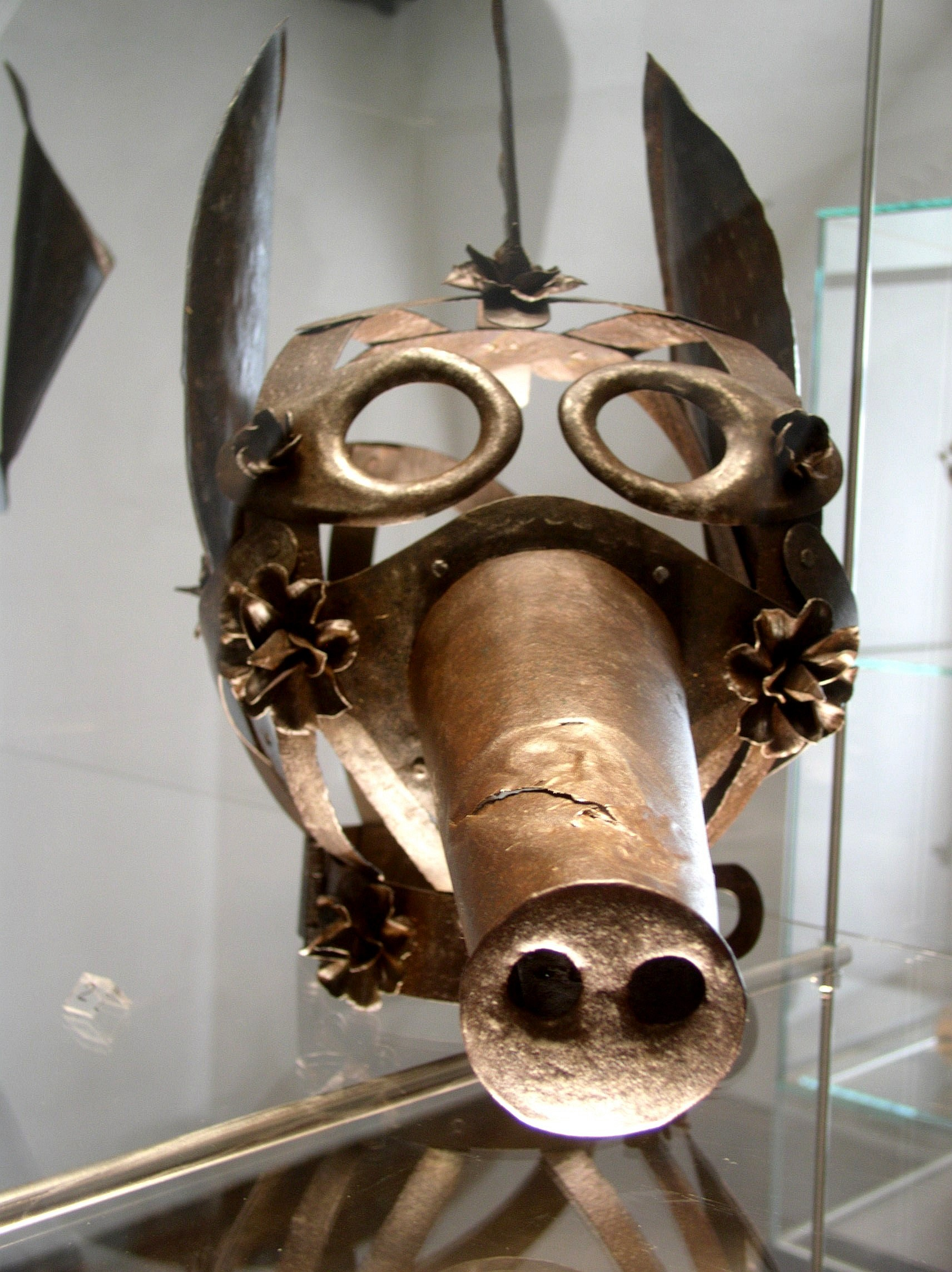
Middeleeuws martelmasker
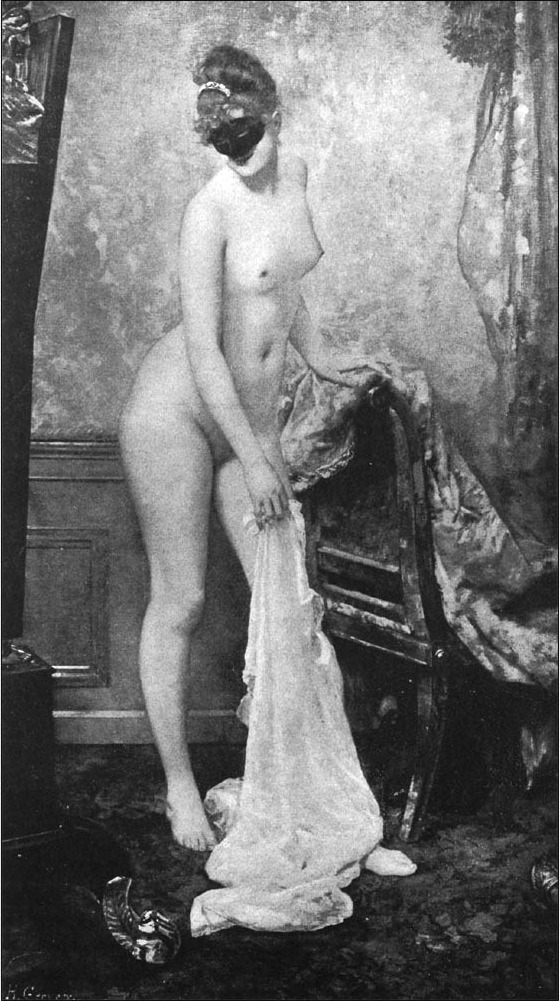
Le modèle masqué; Marie Renard, een 22-jarig model uit Parijs, met enkel een domino-masker, Henri Gervex, 1885

## Functie en betekenis
Binnen een sociale groep is het gebruik van een masker geritualiseerd en ligt de nadruk ervan niet op verbergen maar juist representeren. Het ritueel kan deel zijn van inwijding, overlijden, huwelijk, het beëindigen van een verbod, voorouderverering, toneel, feest en genezing van ziekte. In een rituele context is het masker een middel om voorouders, legendarische helden, dieren, planten, bovennatuurlijke wezens en – vooral – gebeurtenissen zoals mythen en legendes uit te beelden. Een masker hoeft niet altijd maar één specifiek wezen te representeren. Mede daarom wordt het maskergebruik gecombineerd met bepaalde dans, zang en gebaren. Het is de context die het verschil maakt. Het gebruik van maskers hangt doorgaans dus nauw samen met het ontstaan van de betreffende samenleving, haar instituties en haar waarden. Zo worden in bepaalde cultuurgebieden, zoals Melanesië en het oude Rome, maskers gebruikt bij overlijdensrituelen, waarbij niet de dood zelf maar het ritueel wordt gezien als het openen van een weg naar het hiernamaals voor de overledene.
Een westers uitgangspunt binnen voornamelijk het vroeg 20e-eeuwse onderzoek was dat het dragen van een masker een transformatie betekende van de drager. De drager zou bijvoorbeeld datgene worden wat het masker weergeeft. Die visie is niet algemeen geaccepteerd. Meestal is bijvoorbeeld geen sprake van geloof in bezetenheid bij het dragen. Ook is het weergeven van bijvoorbeeld een god via een masker niet hetzelfde als het daadwerkelijk aanwezig zijn van die god. Van verscheidene ‘primitieve’ culturen is ook bekend dat zij onderscheid maken tussen een zaak en de representatie daarvan. Zo hebben de Dogon in West-Afrika een woord voor ‘representatie/beeld/reproductie’, bibile. Een foto of een schaduw is een bibile, en de drager van een masker is een imina bibile, oftewel de reproductie/verschijning van het masker.
In de klassieke oudheid diende het masker om tijdelijk van identiteit te verwisselen. Romeinse aristocraten bewaarden wassen maskers als realistische portretten van overledenen (imagines) thuis en lieten die dragen bij begrafenisceremonies van familieleden. Bij de Romeinen en Grieken verwees het woord voor ‘masker’ (persona en prósopon) tegelijk naar de bijbehorende rol. Het masker werd gebruikt in het Griekse drama, oorspronkelijk ter ere van Dionysus (Bacchus). Een acteur speelde meerdere rollen, en het masker was het identificatiemiddel bij uitstek om de rol aan te geven voor het publiek. Met de opkomst van het christendom werd het gebruik van maskers gezien als uiting van heidense sentimenten, die werden veroordeeld. Het masker gold als een vorm van valsheid en idolatrie.
In het christelijke Europa kwam de nadruk van het maskergebruik te liggen op de verhulling van het ‘ware gezicht’. De Kerk veroodeelde het maskergebruik. Een uitzondering hierop was het carnaval, waarbij tijdelijk de wereld op zijn kop mocht worden gezet. Dit leidde onder andere tot de Venetiaanse maskerade. Een andere ontwikkeling was het gebruik van maskers om demonen uit te beelden met een beschermende, afwerende functie. Dit vond vooral in Zuid-Duitsland en de Alpen plaats.

## Modern westers theater
Naast het aristocratische bal masqué wordt het masker sinds de vroegmoderne tijd gebruikt in toneelstukken. Zo kende men het allegorische maskerspel, waarbij acteurs een masker droegen om een personificatie uit te beelden. Ook bestond het commedia dell'arte, waar maskers vaste, stereotiepe personages uitbeeldden. In het moderne theater heeft het masker nog steeds een satirisch, groteske, rituele en mythische functie. Typisch modern is echter het uitbeelden van een droombeeld, psychologische toestand en sociale rol. Eind 19e eeuw en vroeg 20e eeuw ontstond bij toneelschrijvers een reactie op het toenemende naturalisme en realisme door elementen te incorporeren uit folklore, het circuswezen en poppentheater, waarbij ook het masker meer gebruikt werd. Sindsdien gebruikt men het masker in opera, dans, schilderkunst (bijvoorbeeld Picasso’s Les demoiselles d’Avignon) en theater, vooral binnen het symbolisme, surrealisme en expressionisme. Het masker heeft daarin tegelijkertijd literaire waarde als metafoor en praktische waarde als gebruiksvoorwerp op het podium. De filosofie en psychologie heeft sinds de 19e eeuw hierop invloed, zoals Freuds Droomduiding (1899). Het masker vertegenwoordigt doorgaans niet zozeer een metafysisch, goddelijk wezen, maar veeleer een deelaspect van de gemaskerde zelf. Men gebruikt het masker zodoende om uiting te geven aan filosofische en psychologische noties. Het masker helpt om het personage verder te definiëren, door bijvoorbeeld als zijn droombeeld op het toneel te verschijnen.
Het maskergebruik is bestudeerd vanuit sociologisch, theologisch, sociologisch en antropologisch perspectief, maar voor het moderne westen nauwelijks vanuit dramaturgisch en literair-kritisch perspectief.

## Productie
Praktisch gezien is in met name tribale samenlevingen de aanduiding van – vaak mannelijke – personen die maskers vervaardigen, bewaren en dragen strikt gereguleerd. Overtredingen worden bestraft. Soms gebeurt het dat een masker aan het einde van een ceremonie geen waarde meer heeft en wordt vernietigd. De nadruk ligt in niet-westerse culturen soms dus niet alleen op het masker als eindproduct, maar ook op de rituele waarde van het productieproces.
Maskers worden gemaakt van hout, bamboe, klei, papier-maché, was, leer en metaal. Ze kunnen vervolgens worden gedecoreerd met kleurstoffen en organische materialen. De fabricage van maskers kan worden gezien als een kunstvorm.

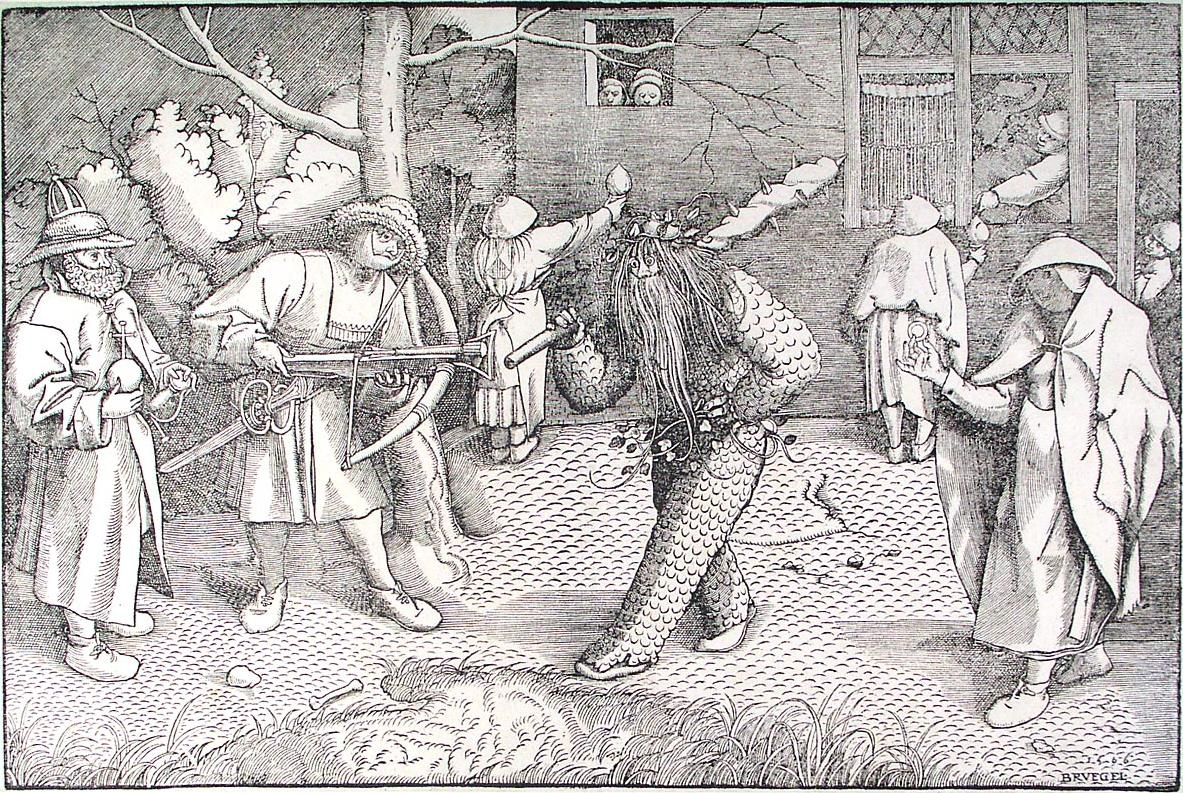
Wildemans maskerade, Pieter Bruegel de Oudere, 1566, museum Boijmans Van Beuningen
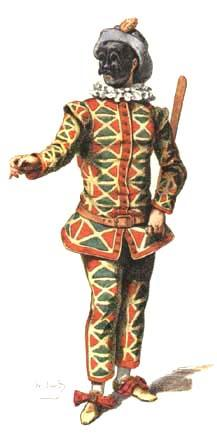
Harlekijnmasker uit Frankrijk
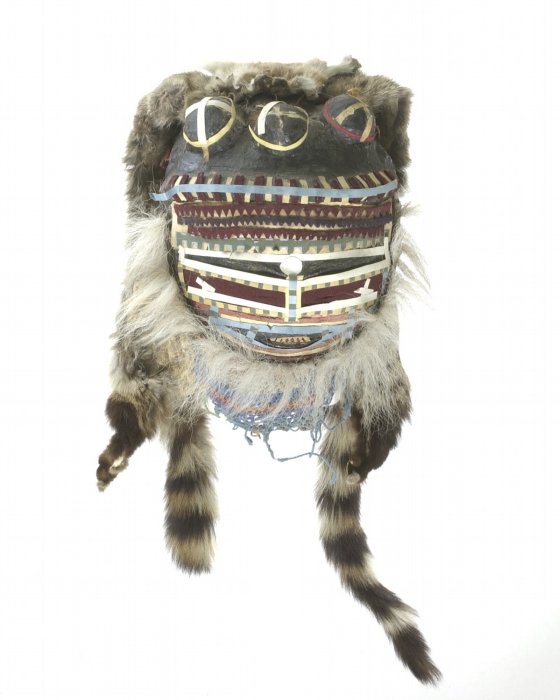
Makishi-maskerade masker, Zambia
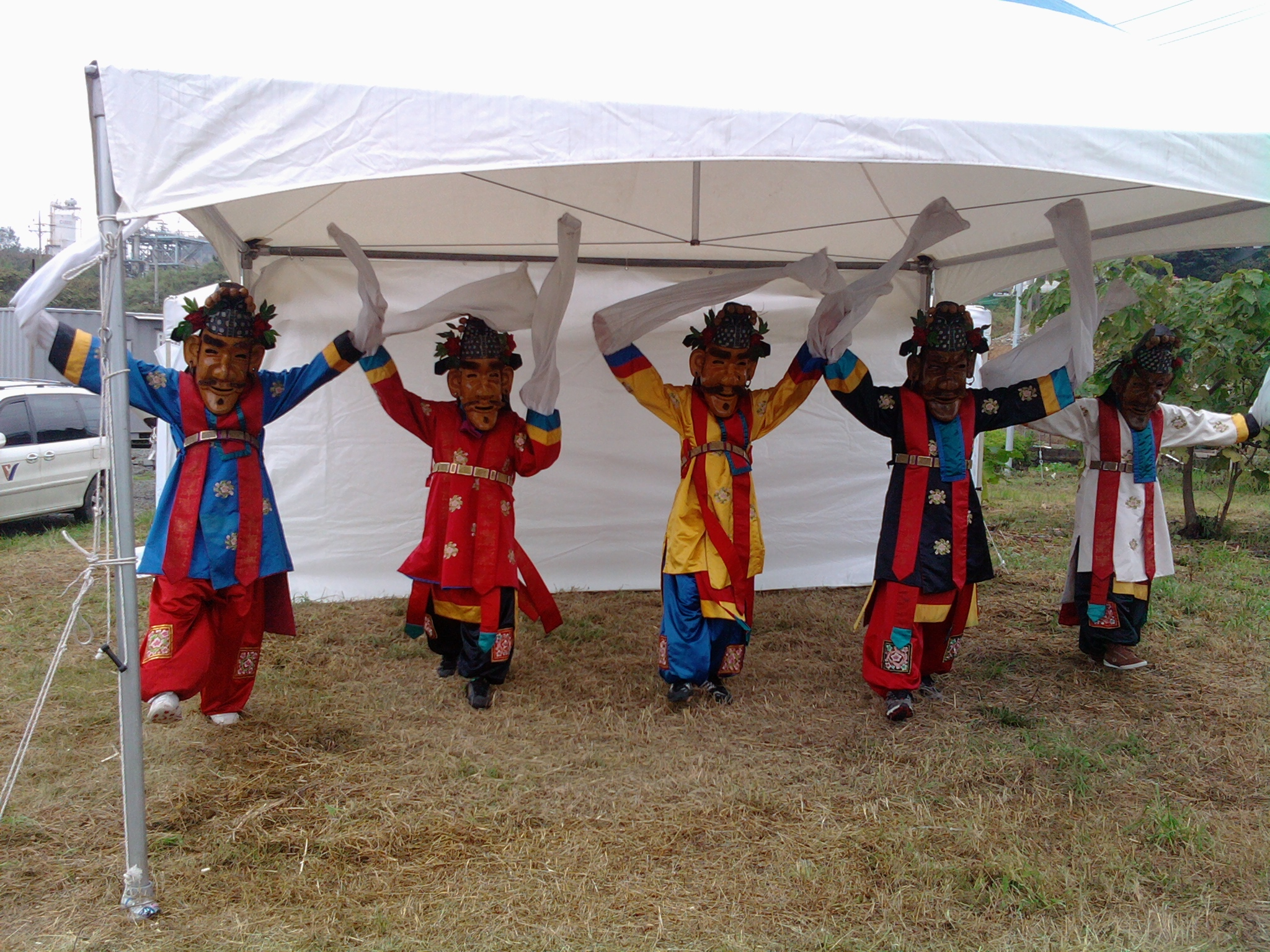
Cheoyongmu, Korea

## Cultuur
In verschillende culturen wordt aan maskers een grote betekenis gehecht, onder meer op religieus gebied in Afrika en bij de oorspronkelijke Amerikaanse volken.

### Feesten
Maskers worden gedragen op bepaalde feestdagen, zoals Carnaval, Mardi Gras, Sunderum en Halloween. Er is een veelheid aan carnavalsmaskers uit de Europese traditie, waaronder de beroemde Venetiaanse maskers van het Carnaval van Venetië. Er zijn verschillende maskerdansen:
- Gelede is de maskerdans van de Yoruba
- Rabinal Achí is een maskerdans van de Maya's
- de Makishi-maskerade is een maskerdans in Zambia
- Kankurang is een maskerdans in Gambia en Senegal
- de Ijele-maskerade komt uit Nigeria, het masker is zo'n vier meter groot
- Gwanno Gamyeongeuk is een traditionele maskerdans tijdens Danoje in Zuid-Korea
- Cheoyongmu uit Korea
- Berikaoba uit Georgië

Ook bij andere festiviteiten en rituelen spelen maskers een rol, zoals bij Koshikijima no Toshidon, Poklada in Mohács, Maske Begrave in Sittard en de Boerenbruiloft van Venlo.

### Theater
In diverse vormen van het theater zijn maskers bekend, zoals bij
- het Japanse No en Kabuki theater (bijvoorbeeld Hannya)
- Wajang gedog (gedog of gedhog is afgeleid van kedhok; masker)
- de Chao-opera
- Chhau
- El Güegüense
- De wayang gedhog (wajang gedog) is een vorm van wajangspel met levende acteurs die allemaal een maskers dragen. Het woord gedhog is een verbastering van het woord kedhok ("masker").

## Regelgeving
In België, anno 2006, bevatten sommige gemeentelijke politiereglementen een verbod op het dragen van een masker in het openbaar, met een maskeromschrijving voor elke gemeente afzonderlijk. Daarbij wordt vaak een uitzondering opgenomen voor carnaval, doch veelal niet uitdrukkelijk voor esthetische maskers van verminkten, zoals mensen met aangezichtsbrandwonden, noch voor religieuze symbolen, voor uitrusting van gevechtseenheden van politie, leger of uitvoerders van rechterlijke beslissingen, noch voor sporttoebehoren, voor beroepshalve veiligheidsuitrusting of voor een bril of contactlenzen, al dan niet gekleurd.
Intussen is een wetsbepaling ingevoerd bij wet van 1 juni 2011, in werking sinds 23/07/2011: Art. 563bis Strafwetboek: 'Met geldboete van vijftien euro tot vijfentwintig euro en met gevangenisstraf van een dag tot zeven dagen of met een van deze straffen alleen worden gestraft, zij die zich, behoudens andersluidende wetsbepalingen, in de voor het publiek toegankelijke plaatsen begeven met het gezicht geheel of gedeeltelijk bedekt of verborgen, zodat zij niet herkenbaar zijn. Het eerste lid geldt echter niet voor hen die zich in de voor het publiek toegankelijke plaatsen begeven met het gezicht geheel of gedeeltelijk bedekt of verborgen, zodat zij niet herkenbaar zijn, en wel krachtens arbeidsreglementen of een politieverordening naar aanleiding van feestactiviteiten.'

## Afbeeldingen
Maskers worden over de hele wereld voor vele doeleinden gedragen. Hier volgen afbeeldingen van enkele (zeer) bekende maskers.

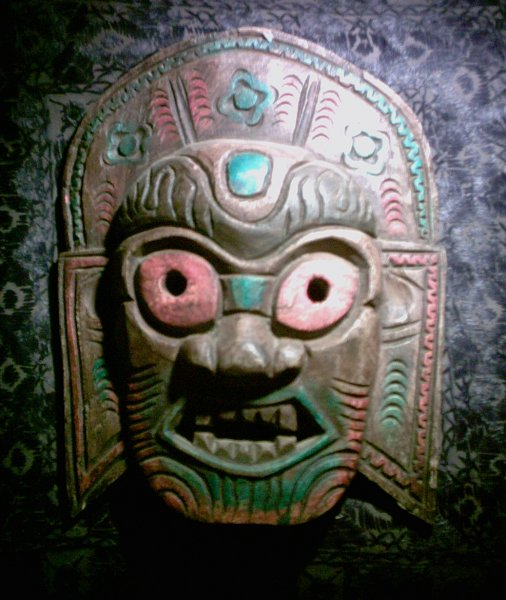
Uit hout gesneden traditioneel Aziatisch masker
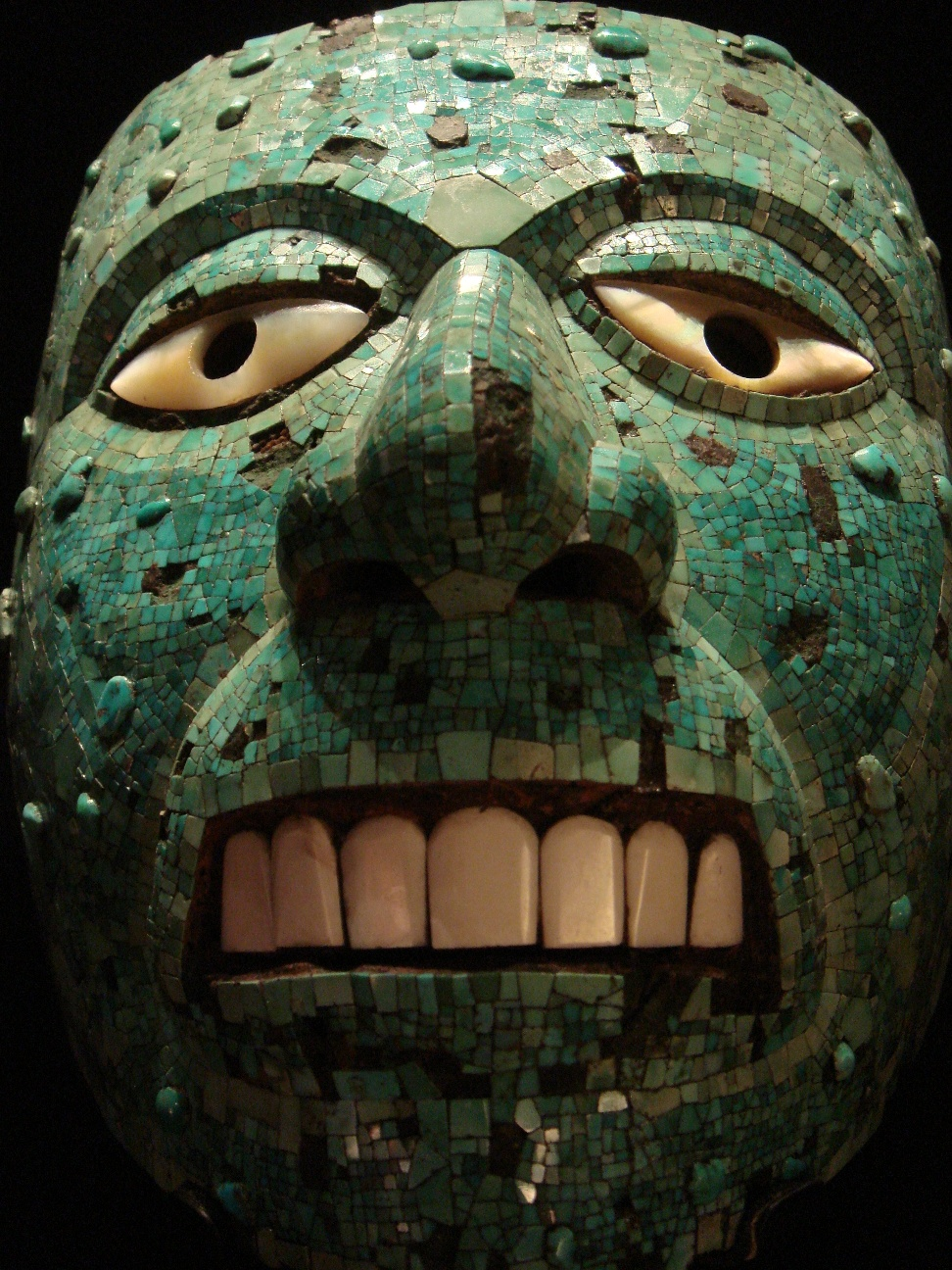
Azteeks masker van Xiuhtecuhtli, ca. 1500
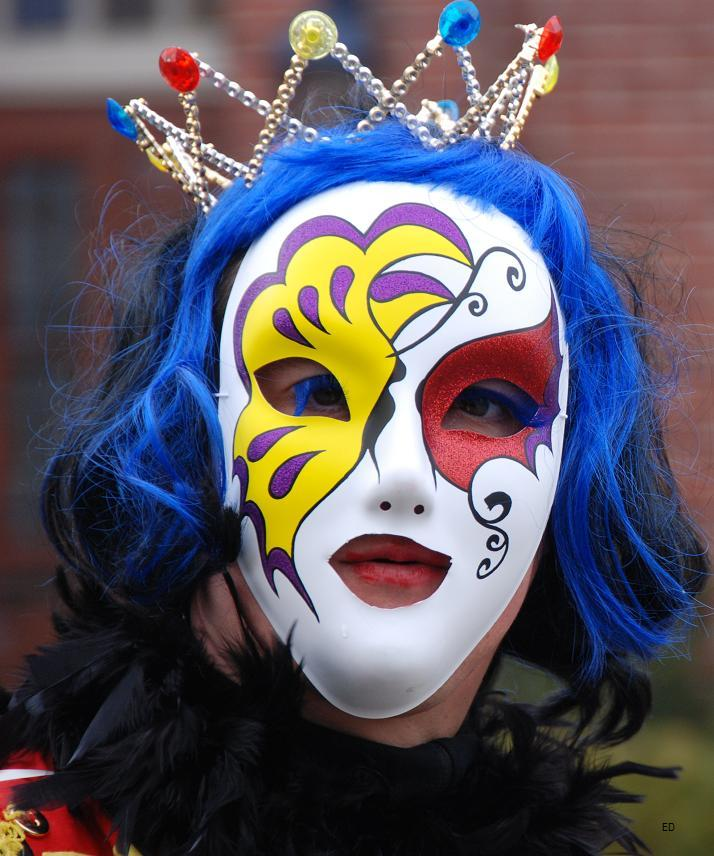
Carnavalmasker
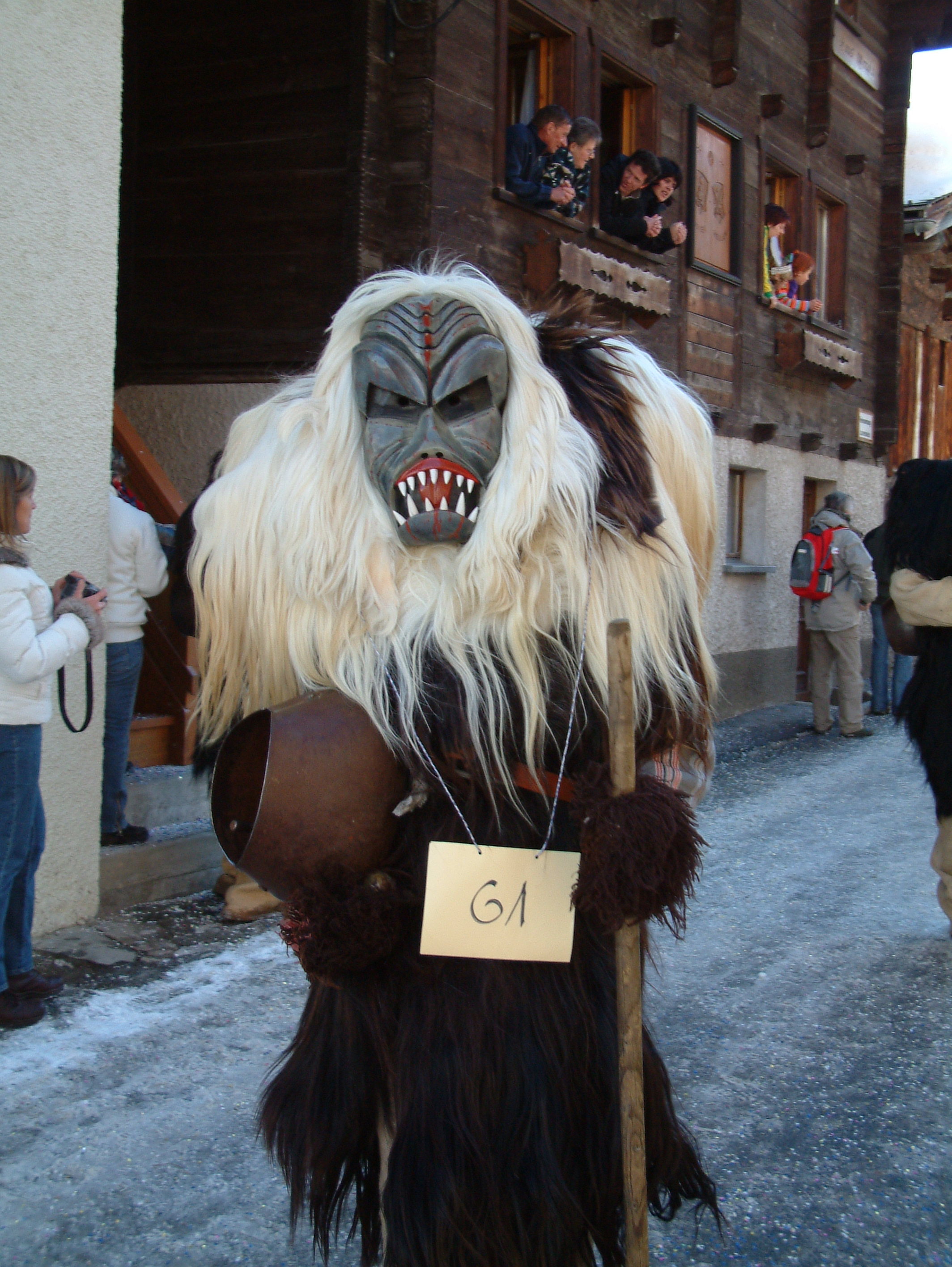
Carnavalmasker in Zwitserland
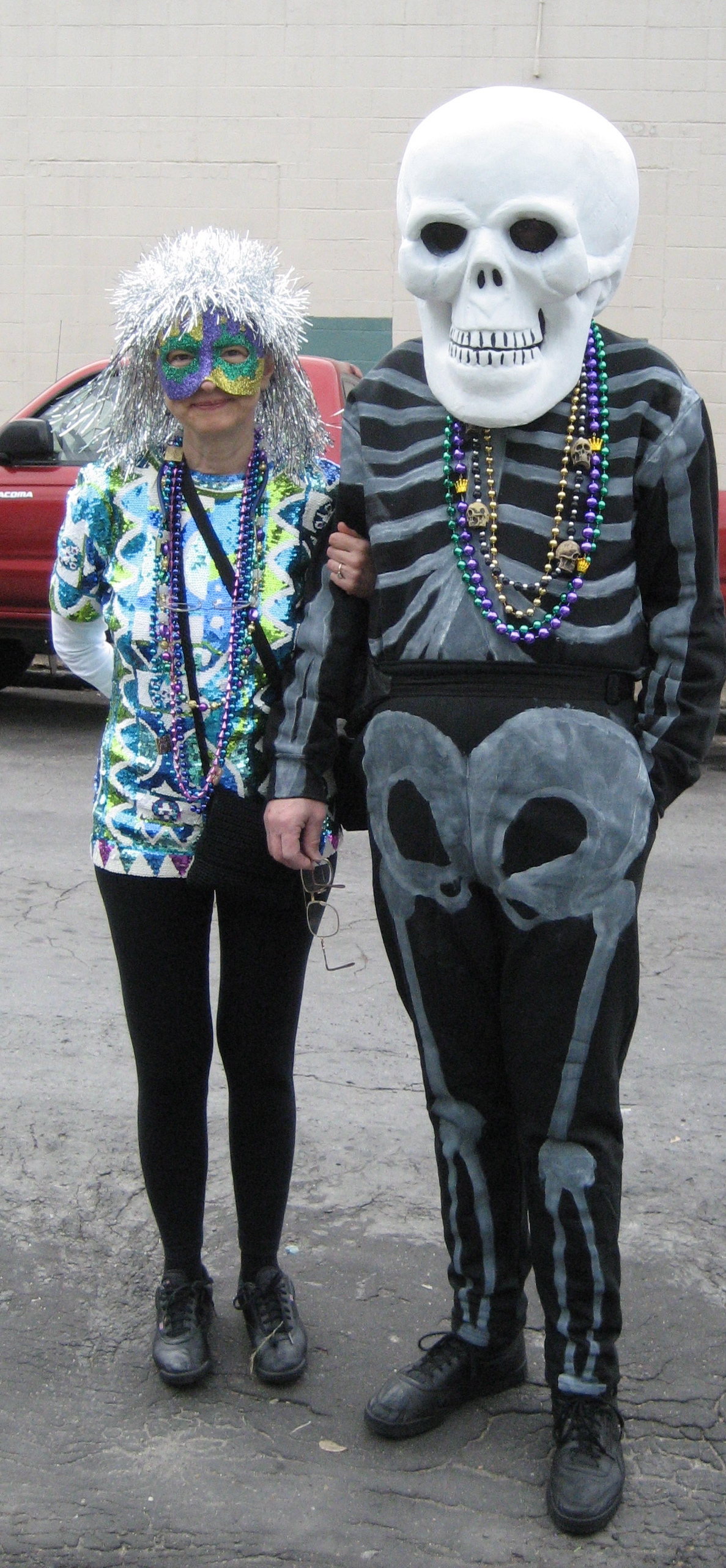
Halloweenmaskers
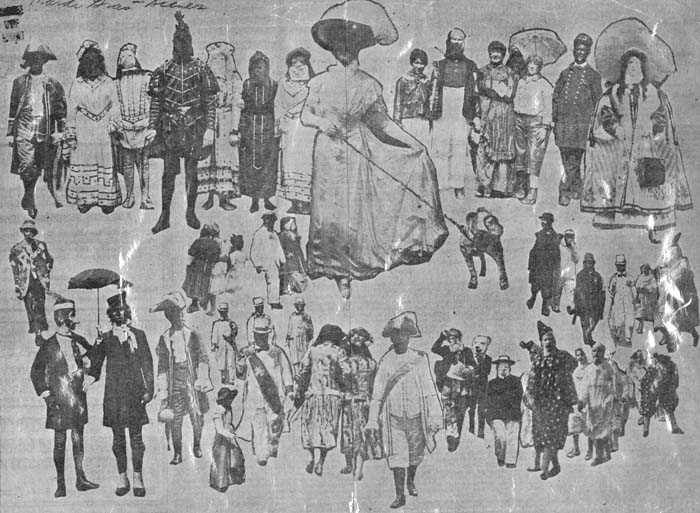
Mardi Gras straatmaskers
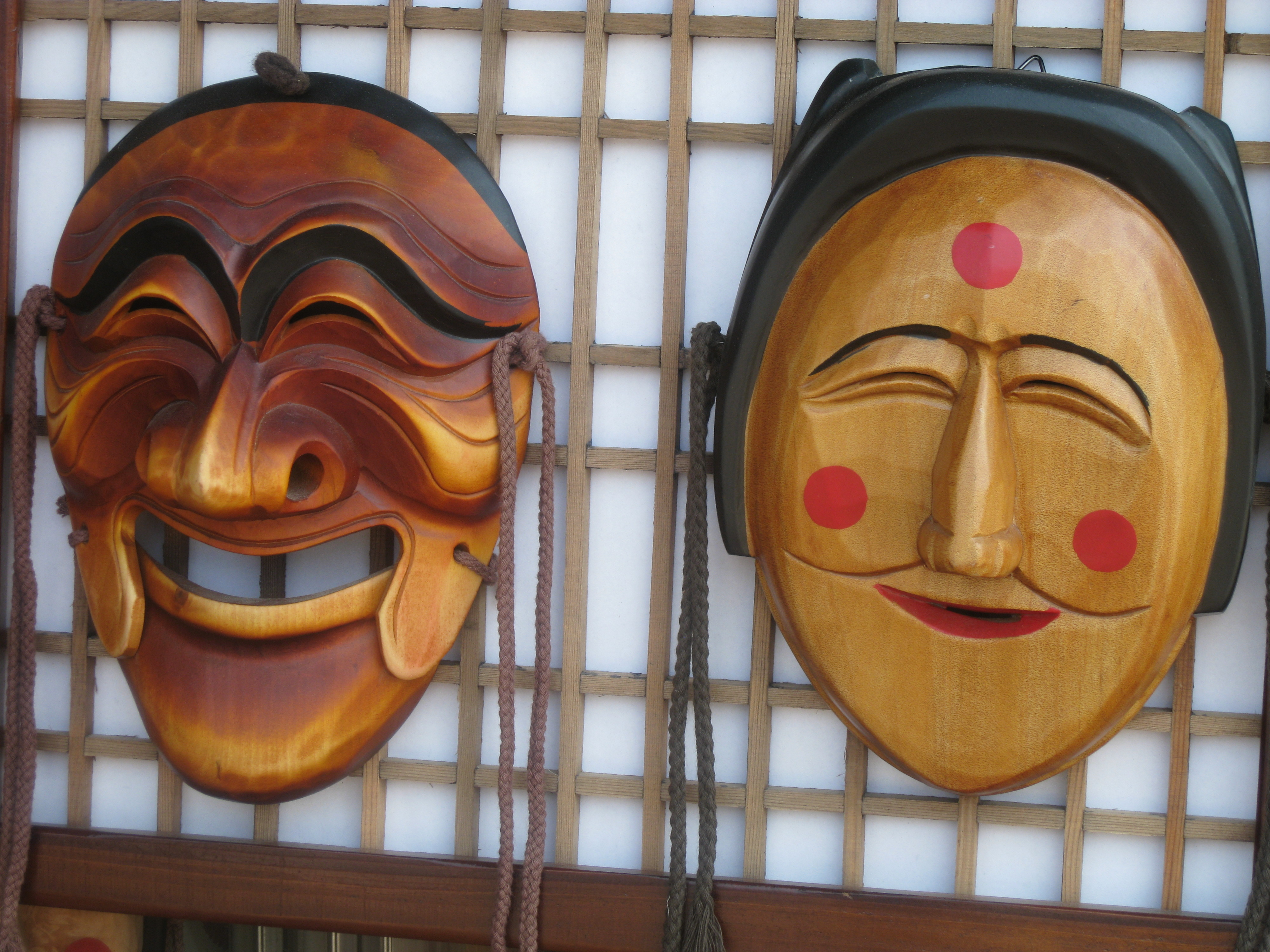
Maskers uit Korea
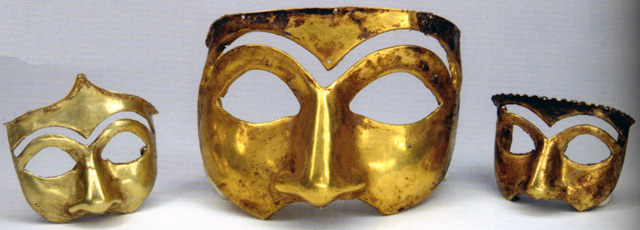
Antieke maskers uit Iran
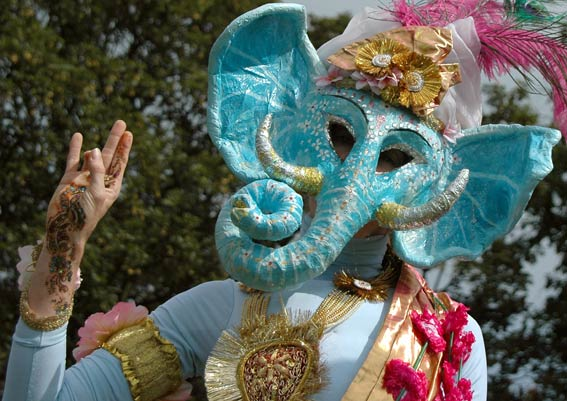
Masker van Ganesha
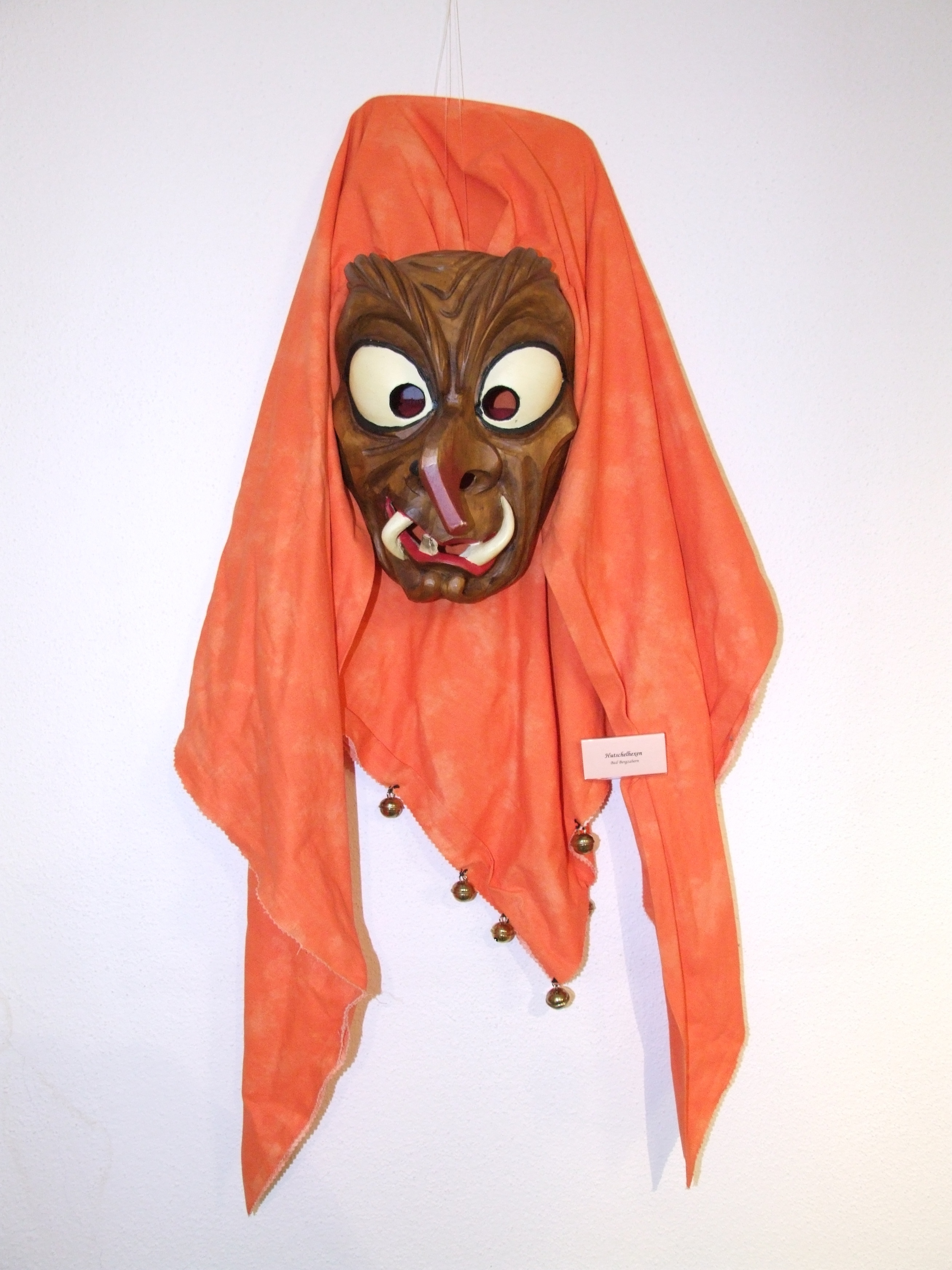
Heksenmasker uit Duitsland
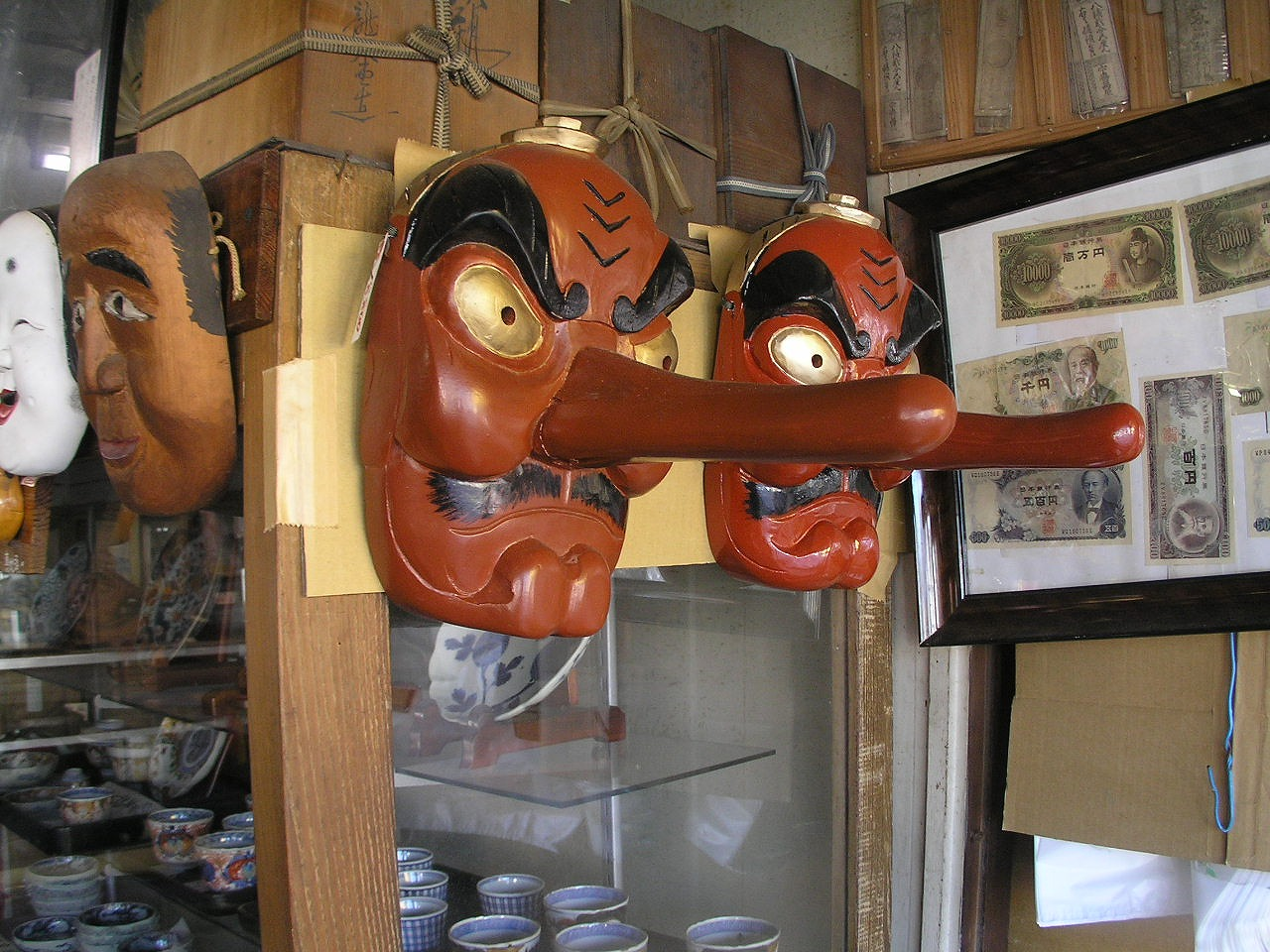
Tengumaskers (en andere maskers) in een souvenirshop in Japan
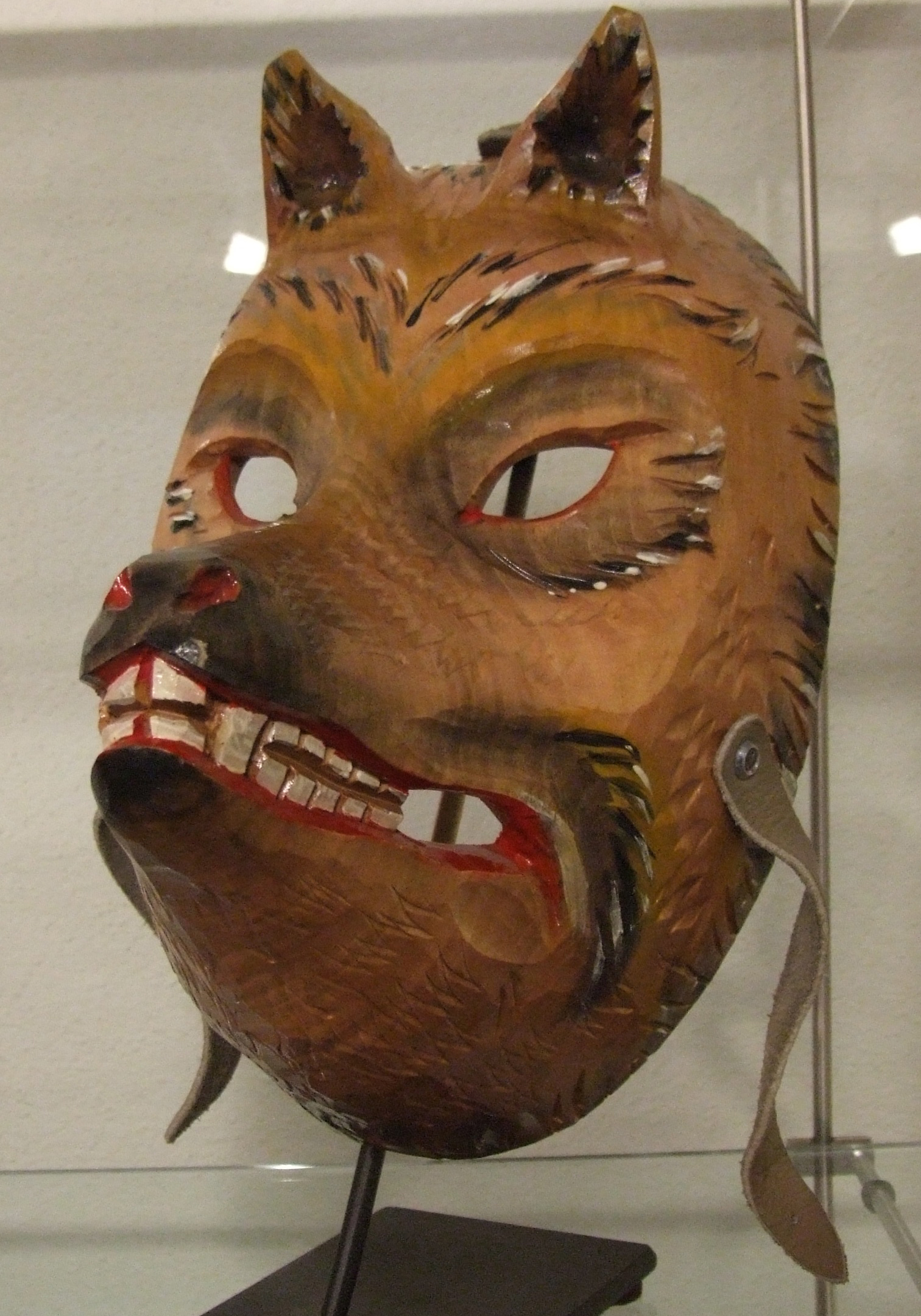
Een masker van een vos uit Duitsland
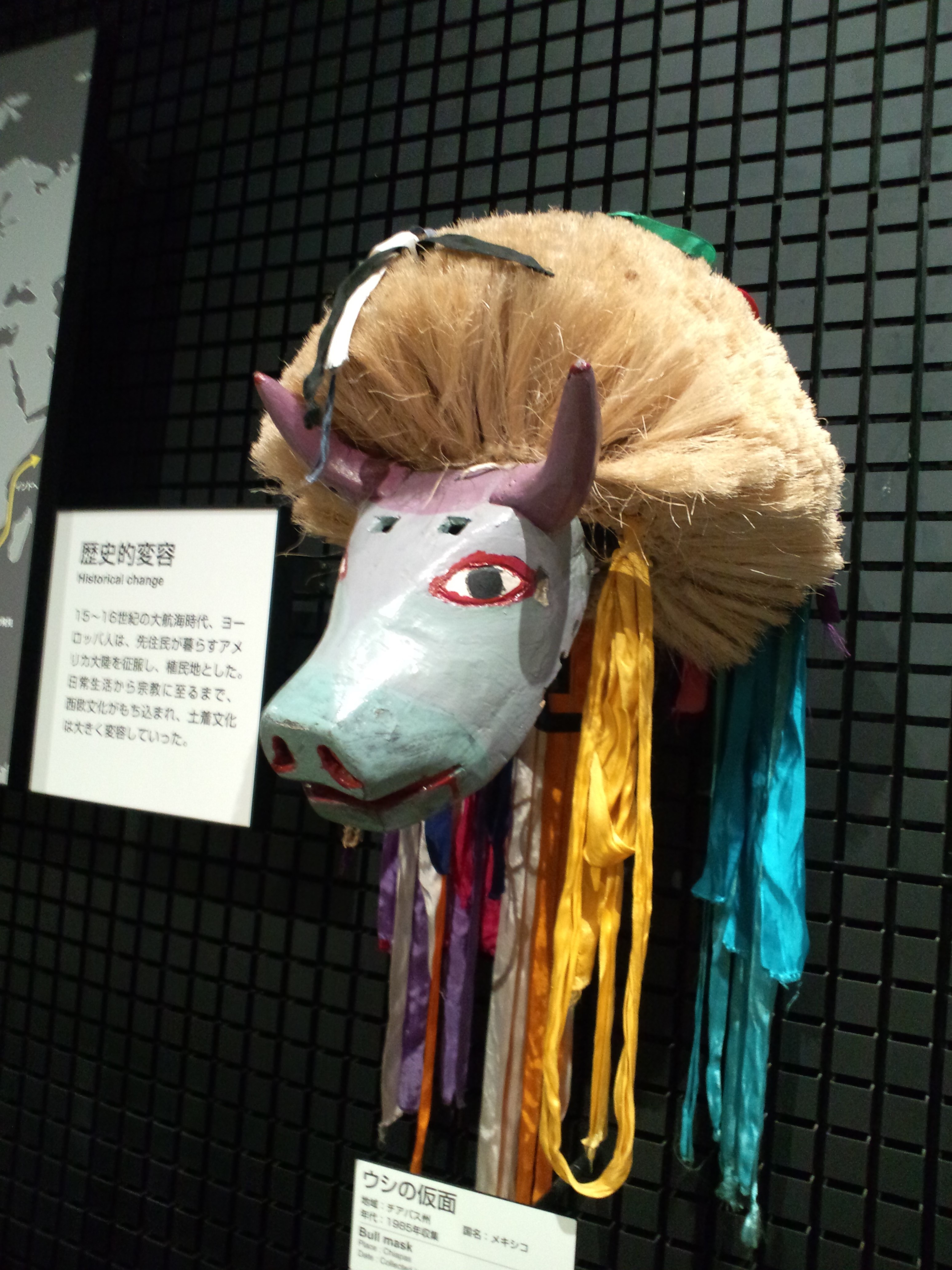
Masker van een stier, Mexico
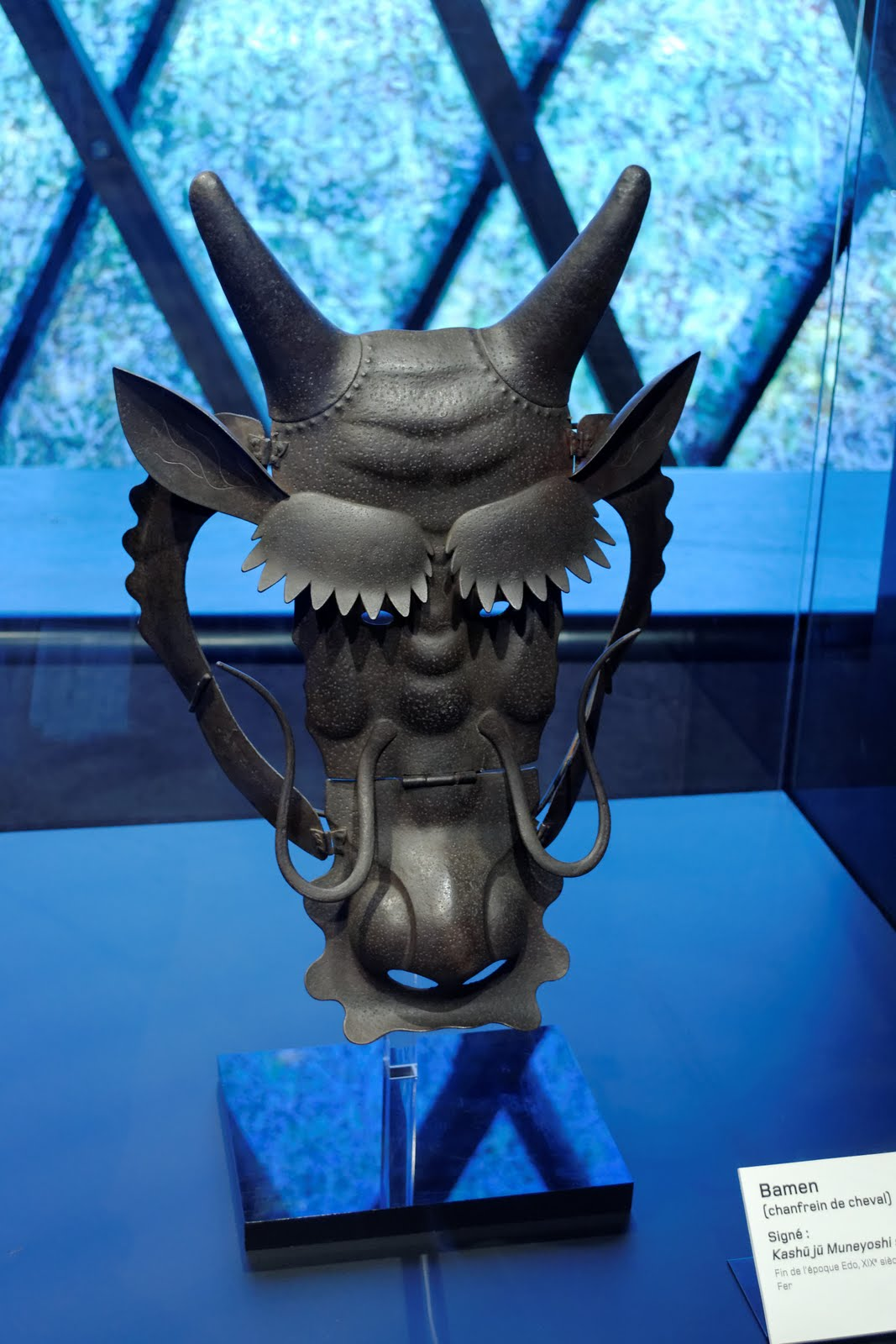
Een antiek paardenmasker van de samoerai
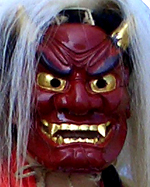
Masker van Oni (demon) uit Japan

## Zie ook

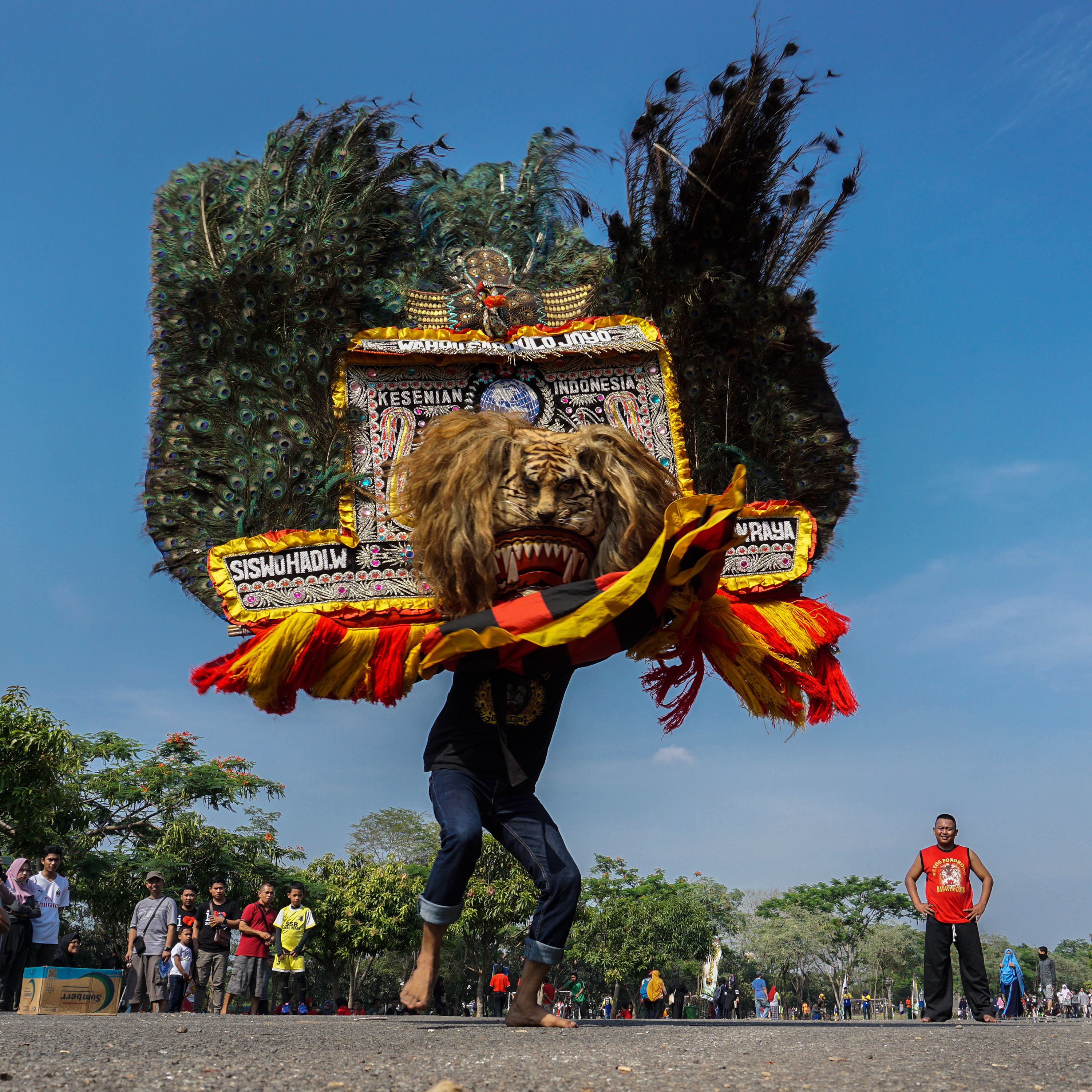
Reog Ponorogo is de nog steeds levende traditie van het Ponorogo-volk staat vermeld op de lijst van Immaterieel cultureel erfgoed van UNESCO. Tijdens de Nederlandse koloniale tijd en de Japanse bezetting werd reog echter beschouwd als een schadelijke kunstvorm en zelfs verboden vanwege de potentie om de massa te mobiliseren. De historische, filosofische, religieuze, creatieve en educatieve waarden ervan hebben reog tot een legendarische vorm van volksvermaak gemaakt.